# Gandil River
Der Gandil River ist ein 32 Kilometer langer linker Nebenfluss des Bering River im Süden des US-Bundesstaats Alaska.

## Verlauf
Der Gandil River bildet den Abfluss des Berg Lake, eines Gletscherrandsees im Westen des Steller-Gletschers. Er fließt in überwiegend südwestlicher Richtung und durchfließt den Starodubtsov Lake, einen weiteren Gletscherrandsee des Steller-Gletschers. Der Gandil River bildet somit den Hauptabfluss des Steller-Gletschers. Der Fluss mündet schließlich in den Bering River, knapp 20 Kilometer oberhalb dessen Mündung in den Golf von Alaska.

## Naturschutz
Der Flusslauf des Gandil River befindet sich im äußersten Osten des Chugach National Forest. 

## Name
Der Flussname tauchte erstmals auf einer Landkarte der Norris Peters Company im Jahr 1911 auf.